# Brabirodes cerevia
Brabirodes cerevia là một loài bướm đêm trong họ Geometridae.